# Víctor Hugo Carrizo
Víctor Hugo Carrizo  (Argentina, 18 de junio de 1960 - Buenos Aires, 13 de julio de 2012) fue un actor de cine, teatro y televisión.

## Actividad profesional
Recibió formación actoral con los maestros Augusto Fernandes, Lito Cruz, Lorenzo Quinteros, Carlos Gandolfo y John Strasberg. Debutó en cine en Después de la tormenta (1991) dirigido por Tristán Bauer y por su papel en Iluminados por el fuego -del mismo director- fue candidato al Premio Cóndor de Plata a la revelación masculina de 2005. Su último trabajo en la pantalla grande fue en El amigo alemán que todavía no se había estrenado a la fecha de su muerte.
En teatro se recuerdan sus actuaciones en Desfile de extrañas figuras y en Viejos tiempos. En televisión actuó en tres episodios de la serie Son amores y últimamente hacía el papel de «Muñeco» en la serie El puntero por El Trece y participó en la serie El paraíso, que dirigió Sabrina Farji por Canal 7.

## Filmografía
Carrizo trabajó en más de 35 películas, entre ellas:
- Después de la tormenta (1991).
- Hasta la victoria siempre (1997), como Huanca
- Plata quemada (2000), como sospechoso #1 en la comisaría
- La muerte del padre (2001).
- El bonaerense (2002), como Molinari
- El polaquito (2003), como vendedor de farmacia
- Hoy y mañana (2003).
- Los guantes mágicos (2003), como conductor de ómnibus
- Peligrosa obsesión (2004), como un camionero
- Historias breves IV episodio «Más que el mundo» (2004).
- Pollo gira (2005), como Turco
- El amor - primera parte (2005), como encargado de edificio
- Iluminados por el fuego (2005), como Pizarro
- Tiempo de valientes (2005), como Sambi
- 31 (2006), como comisario
- The Darkside (2007), como detective Rivas
- La rabia (2008), como Poldo
- Cómplices del silencio (2009), como sargento
- Heiße Spur (2009), como Arturo Pavón
- Mis días con Gloria (2010), como Estévez
- First Mission (2010), como el Duro
- La araña (2010).
- San Martín: El cruce de Los Andes (2011), como rastreador Villagrán
- Juan y Eva (2011), como general
- Nosilatiaj. La belleza Armando (2012).
- El amigo alemán (2012), como guardia de la cárcel #1

## Televisión
- Hombres de ley (1988).
- Zona de riesgo (1992).
- Como vos & yo (1999).
- La mujer del presidente (1999).
- Primicias (2000).
- El sodero de mi vida (2001).
- PH (2001).
- Kachorra (2002).
- Ciudad de pobres corazones (2002).
- 099 Central (2002).
- Infieles (2002).
- Son amores como Púa (2003).
- Malandras (2003).
- Botines (2005).
- Sos mi vida (2006).
- Mujeres asesinas (2006).
- El hombre que volvió de la muerte (2007).
- El puntero, como Muñeco (2011).
- El paraíso, como el comisario Vidal (2011).

## Fallecimiento
El actor Víctor Hugo Carrizo falleció el 13 de julio de 2012 en el Hospital Británico porteño a los 52 años a causa de un cáncer que lo que aquejaba hace largo tiempo y que logró afectar su cabeza, los pulmones y los huesos.